# 神佑輔
神 佑輔（じん ゆうすけ、1953年4月6日 - ）は、日本の演出家、脚本家、俳優である。プロダクション「ゼロ・カンパニー」代表。劇団劇團アドレナリン21主宰。俳優としては神 有介名義で活動。未確認生物研究会副会長で、ツチノコハンターとしても知られる。

## 略歴・人物
- 1972年　日本大学芸術学部演劇学科入学。
- 1972年　日本大学芸術学部演劇学科中退。
- 1981年　再度の演技修行のため、1年間充電。
- 1982年　主演・脚本・監督で映画「レッド・ゾーン」を製作。
- 1984年　日本初の月刊パチンコ情報誌を販売（半年で廃刊）。
- 1985年　ラジオ番組の製作及び演出を2年間つとめる。
- 1988年　製作会社にて市販ビデオの企画・演出・制作に従事。
- 1990年　俳優の養成所を設立。
- 1995年　劇団「ゼロ・カンパニー」を設立。
- 1999年　「現代ぷろだくしょん」に籍を置き、舞台演出・映像製作に従事する傍ら、俳優の養成を行う。
- 2003年　俳優養成に専念するため「現代ぷろだくしょん」を退社。
- 2007年　「ゼロ・カンパニー」において、マネージメントにも力を注ぐようになる。
- 2009年　劇団としての「ゼロ・カンパニー」を解散、以後「ゼロ・カンパニー」はマネージメントプロダクションとして活動。劇団員を持たない劇団「劇團アドレナリン21」を設立。

## 主な出演

### 映画
- 「襟裳岬」（1975年、日活） – 杉山五郎（主演）
- 「青春讃歌　暴力学園大革命」（1975年、東映） – 平山玉樹
- 「男組 少年刑務所」（1976年、東映） - 神竜剛次
- 「雨のめぐり逢い」（1977年、松竹） - 吉岡刑事
- 「難病『再生不良性貧血症』と闘う　君はいま光のなかに」（1978年、ATG） - 佐久間通
- 「動乱」（1980年、東映） – 立原中尉
- 「レッドゾーン」（1983年）（主演・脚本・監督）

### テレビドラマ
- 「熱血猿飛佐助」（1972年、TBS）
- 「ウルトラマンA」第36話「この超獣10,000ホーン?」（1972年、TBS / 円谷プロ） - 暴走族メンバー
- 「じんじんの仁」（テレビ東京）
- 銀河テレビ小説（NHK）
  - 「ドラマでつづる昭和シリーズ2青春」（1975年） - 主役・山田
  - 「昭和の青春シリーズ2春の城」（1977年） - 主役・小畑耕二
- ポーラテレビ小説「加奈子」（1975年、TBS）
- 連続テレビ小説「水色の時」（1975年、NHK）
- 「夜明けの刑事」第66話「人質になった女子高校生の危機!!」（1976年、TBS）
- 「華麗なる刑事」第32話「1000万人の人質」（1977年、CX / 東宝）
- 「海は甦える」（1977年、TBS） – 長谷川少尉
- 「新五捕物帳」第17話「男涙に星が降る」（1977年、日本テレビ）
- 「人間の条件」（CX）
- 「私は負けない」（CX）
- 「私は泣かない」（CX）
- 「冬の運動会」（1977年、TBS）
- 「女の戦い」（CX）
- 「花漆」（CX）
- 「魂の試される時」（CX）
- 「同心部屋御用帳 江戸の旋風IV」第17話「若い狼たち・哀愁編」（1979年、CX / 東宝） - 太吉
- NHK大河ドラマ「草燃える」（1979年、NHK） – 畠山重保
- 火曜サスペンス劇場「消えたタンカー」（1981年、日本テレビ）

## プロデュース作品

### 映画
- 「人間の翼 最後のキャッチボール」（1996年）

## 主な脚本・演出

### 映画
- 「レッドゾーン」（1983年）（主演・脚本・監督）

### 舞台
- 1995年「花吹雪・忠治郎一座」（ゼロ・カンパニー）（脚本・演出：神佑輔　出演：岩下英樹、他）
- 1998年「ロイヤルホテル501」（ゼロ・カンパニー）（脚本・演出：神佑輔　出演：天野勝弘、三田あいり、他）
- 1999年「白地に赤く」（ゼロ・カンパニー）（脚本・演出：神佑輔　出演：石原茂史、岡部光成、他）
- 2000年「トリプル・トラブル・トラベル」（ゼロ・カンパニー）（脚本・演出：神佑輔　出演：天野勝弘、田島朋子、石原茂史、他）
- 2001年「駆け込み旅館」（ゼロ・カンパニー）（脚本・演出：神佑輔　出演：夏野まあや、山下祐市、他）
- 2003年「路地裏の花」（ゼロ・カンパニー）（脚本・演出：神佑輔　出演：岩下英樹、須貝真己子、他）
- 2003年「白衣の堕天使」（ゼロ・カンパニー）（脚本・演出：神佑輔　出演：岩下英樹、明良まみこ、他）
- 2003年「白地に赤く」（再演）（ゼロ・カンパニー）（脚本・演出：神佑輔　出演：川崎真実、夏花、他）
- 2003年「夜に咲く花」（ゼロ・カンパニー）（脚本・演出：神佑輔　出演：秋月美江、須貝真己子、岩下英樹、渡邊修一、他）
- 2004年「路地裏の花2」（ゼロ・カンパニー）（脚本・演出：神佑輔　出演：岩下英樹、後藤公太、夏野まあや、他）
- 2004年「悪妻身につかず」（ゼロ・カンパニー）（脚本・演出：神佑輔　出演：山下祐市、秋月美江、野崎聡史、他）
- 2004年「生キテ虜囚ノ恥メヲ受ケズ―　白地に赤く」（ゼロ・カンパニー）（脚本・演出：神佑輔　出演：石原茂史、岡部光成、他）
- 2004年「生キテ虜囚ノ恥メヲ受ケズ」（ゼロ・カンパニー）（脚本・演出：神佑輔　出演：福田望、三宅弘揮、他）
- 2005年「BACK STAGE」（ゼロ・カンパニー）（脚本・演出：神佑輔　出演：秋月美江、桜木つらら、片山法行、他）
- 2005年「ROOM NO.305」（ゼロ・カンパニー）（脚本・演出：神佑輔　出演：与時のぼる、秋月美江、野崎聡史、小沼努、他）
- 2005年「白地に赤く〜この音が貴方に届いて欲しい」（ゼロ・カンパニー）（脚本・演出：神佑輔　出演：秋月美江、渡邊修一、山下祐市、他）
- 2006年「後は野となれ山となれ」（ゼロ・カンパニー）（脚本・演出：神佑輔　出演：渡邊修一、他）
- 2006年「男涙に花も散る」（ゼロ・カンパニー）（脚本・演出：神佑輔　出演：岩下英樹、関根香菜、長嶋美紗、関谷彩花、他）
- 2006年「BUCK STAGE II」（ゼロ・カンパニー）（脚本・演出：神佑輔　出演：市川浩之、田村絢子、菊地亜香里、他）
- 2006年「死して罪禍の汚名を残すこと勿れ」（ゼロ・カンパニー）（脚本・演出：神佑輔　出演：後藤公太、渡邊修一、樋山和佳、他）
- 2007年「白衣の堕天使III」（ゼロ・カンパニー）（脚本・演出：神佑輔　出演：宮沢留衣、川上潤子、成田由美、他）
- 2007年「秘匿名…満州第731部隊」（ゼロ・カンパニー）（脚本・演出：神佑輔　出演：坂本匡在、よじのぼる、市川浩之、他）
- 2007年「生きてこそ」（ルーズスタイル）（脚本・演出：神佑輔　出演：中根大、平野茉莉子、渡邊修一、他）
- 2008年「人生は回転寿司」（ゼロ・カンパニー）（脚本・演出：神佑輔　出演：樋山和佳、よじのぼる、市川浩之、他）
- 2008年「萌え萌え☆パニック」（ゼロ・カンパニー）（脚本・演出：神佑輔　出演：菊池栞、安中はるな、倉田葵、鳴海なのか、他）
- 2008年「枯れ草物語」（ゼロ・カンパニー）（脚本・演出：神佑輔　出演：川上潤子、成田由美、他）
- 2009年「ジンバブエに降る雪」（ゼロ・カンパニー）（脚本・演出：神佑輔　出演：相沢二葉、他）
- 2009年「昭和荘奇人傳」（劇團アドレナリン21）（脚本・演出：神佑輔　出演：坂本匡在、芥川るみ、安田陽子、安中はるな、他）
- 2009年「たそがれウインキー」（劇團アドレナリン21）（脚本・演出：神佑輔　出演：金光有希、西川可奈子、他）
- 2009年「チョロンパ」（劇團アドレナリン21）（脚本・演出：神佑輔　出演：英之亮、坂本匡在、他）
- 2009年「昭和荘奇人傳・II」（劇團アドレナリン21）（脚本・演出：神佑輔　出演：坂本匡在、原田麻美、芥川るみ、安田陽子、他）
- 2009年「生きてこそ」（劇團アドレナリン21）（脚本・演出：神佑輔　出演：吉澤正恵、工藤花菜、山口将也、和田孝也、他）
- 2010年「白地に赤く」（劇團アドレナリン21）（脚本・演出：神佑輔　出演：葵えりか、尾崎卓也、小栗諒、古川真由美、他）
- 2010年「心霊病棟SOS」（劇團アドレナリン21）（脚本・演出：神佑輔　出演：安田陽子、鳴海なのか、園部記子、他）
- 2010年「夜に咲く花」（劇團アドレナリン21）（脚本・演出：神佑輔　出演：坂中美月、吉澤正恵、佐々木翼、他）
- 2010年「平山家の崩壊」（劇團アドレナリン21）（脚本・演出：神佑輔　出演：菊原藍子、夏野まあや、今田雅士、鳴海なのか、他）
- 2010年「トリプルトラブル」（劇團アドレナリン21）（脚本・演出：神佑輔　出演：森定麻里、酒井有樹、坂中美月、吉井一美、他）
- 2010年「昭和荘奇人傳・3」（劇團アドレナリン21）（脚本・演出：神佑輔　出演：横浜進一、竹本彩、芥川るみ、他）
- 2010年「夏の雪」（劇團アドレナリン21）（脚本・演出：神佑輔　出演：内山つかさ、坂中美月、他）
- 2010年「ONE MORE　夜露死苦」（ゼロ・カンパニー）（脚本・演出：神佑輔　出演：後藤公太、渡邊修一、勝俣英明、他）
- 2010年「君のために」（劇團アドレナリン21）（脚本・演出：神佑輔　出演：坂中美月、藤原亜紀乃、石田ヨウスケ、他）
- 2010年「陸軍釜飯部隊」（劇團アドレナリン21）（脚本・演出：神佑輔　出演：吉川和也、勝俣英明、尾崎卓也、霜垣健太、他）
- 2011年「風雲・東雲一座」（劇團アドレナリン21）（脚本・演出：神佑輔　出演：芥川るみ、若林愛歌、渡邊翔馬、高谷和幸、他）
- 2011年「たそがれウインキー」（劇團アドレナリン21）（脚本・演出：神佑輔　出演：河上智子、椛島歩、他）
- 2011年「ラク町の女たち」（劇團アドレナリン21）（脚本・演出：神佑輔　出演：吉田美波、小峰慶子、響☆みおん、鳴海なのか、他）
- 2011年「バーチャル社員」（劇團コダワリ）（原作：有馬譲　脚本：清水境一・神佑輔　演出：神佑輔　出演：小沼努、鳴海なのか、他）
- 2011年「白衣の堕天使」（劇團アドレナリン21）（脚本・演出：神佑輔　出演：小玉さつき、守部ありさ、藤原亜紀乃、橘綾乃、他）
- 2011年「萌え萌えパニック」（team HonBan）（脚本：鳴海なのか　演出：神佑輔　出演：弥生朱莉、他）
- 2011年「まさかの坂」（劇團アドレナリン21+劇團コダワリ＝コダワリン21）（脚本・演出：神佑輔　出演：西条結子、鳴海なのか、白鳥一輝、Azuki、他）
- 2011年「妖怪奇譚・座敷童女」（ゼロ・カンパニー）（脚本・演出：神佑輔　出演：高橋由佳、橘綾乃、他）
- 2011年「夜に咲く花」（劇團アドレナリン21）（脚本・演出：神佑輔　出演：鍛代典佳、西村陽里、鳴海なのか、和沙with、他）

## 参考
- 知誕wiki
- ゼロ・カンパニーHP
- 劇團アドレナリン21HP
- ツチノコで頭がいっぱい（神佑輔のツチノコブログ）